# 케론별
케론별은 개구리 중사 케로로에 등장하는 가공의 행성인 외계 행성으로 케론인들의 고향행성이다. 케로로의 얘기에 따르면 가마 성운(두꺼비 성운)인 두꺼비 성운 제 58번 행성에 속하며 이로 인해 케론인들은 개구리의 모습을 하고 있다.

## 케론별의 특징
케론별은 비가 자주오고 다습한 환경을 지니고 있으며 작가공인으로 지구의 장마철이 케론별의 일반적인 습도와 비슷하다고 한다. 이 때문에 케론인들은 지구에서 본래의 전투력이 안나오며 장마철이 되어야 본래의 전투력이 나온다고 한다. 아주 오랜 시절부터 다른 행성들을 침략하는 행동을 하고 있지만 현재는 우주경찰과 우주인터폴에 의해 제한을 받는다. 시간이 지구에 비해서 빠른것도 특징이다.

## 케론별에 관한 이야기
케론별은 마치 주사위를 올려놓은듯한 형상을 하고 있으며 케론인들의 과학이 기하급수적으로 발달해 태풍은 안오는게 특징이다. 또한 동맹관계와 적대관계가 있으며 이웃은 게론별이라고 한다. 가공의 행성이지만 개구리 중사 케로로에선 아주 중요한 역할이 많은 행성이다.